# Турсунзаде
Турсунзаде (на таджикски: Турсунзода) е град в Таджикистан, административен център на Турсунзадевски район, част от районите на централно подчинение. Населението на града през 2016 година е 52 800 души (по приблизителна оценка).

## История
Селището е упоменато през 14 век, през 1954 година получава статут на град.